# Mesabolivar huberi
Mesabolivar huberi là một loài nhện trong họ Pholcidae. Loài này được phát hiện ở Brasil.